# Lavardens
Lavardens is een gemeente in het Franse departement Gers (regio Occitanie) en telde op 1 januari 2022 365 inwoners, waarvan ca 10%, voornamelijk gepensioneerden, in het buitenland is geboren. De plaats maakt deel uit van het arrondissement Auch. Lavardens is lid van Les Plus Beaux Villages de France.

## Bezienswaardigheden
Het kasteel van Lavardens is in 1608 gebouwd op de plaats van een eerder kasteel uit de twaalfde eeuw. Het herbergt een tentoonstellingsruimte en een restaurant.

## Geografie
De oppervlakte van Lavardens bedroeg op 1 januari 2022 30,55 vierkante kilometer; de bevolkingsdichtheid was toen 11,9 inwoners per km².

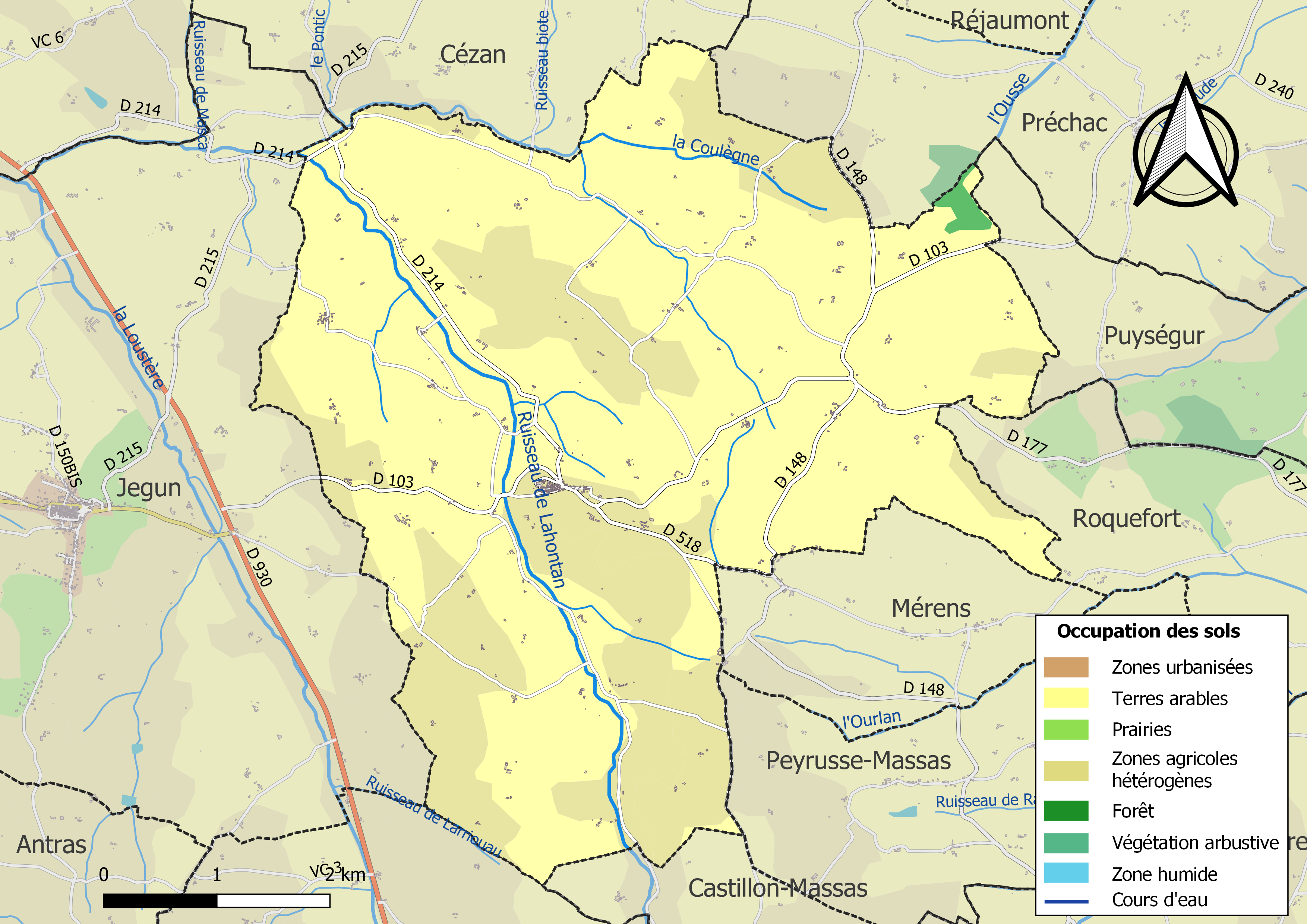
Kaart van de gemeente met belangrijkste infrastructuur, bodemgebruik en omliggende gemeenten

## Demografie
Onderstaande figuur toont het verloop van het inwonertal (bron: INSEE-tellingen).

## Geboren
- Bonne van Armagnac (1399-1430/1435), hertogin van Orleans